# Schronisko za Grunwaldem Pierwsze
Schronisko za Grunwaldem Pierwsze, Schronisko za Grunwaldem I – schronisko w rezerwacie przyrody Skamieniałe Miasto w Ciężkowicach, w województwie małopolskim, w powiecie tarnowskim. Pod względem geograficznym znajduje się na Pogórzu Ciężkowickim będącym częścią Pogórza Środkowobeskidzkiego.
Schronisko znajduje się w bezimiennej skałce w odległości około 150 m od skały Grunwald na północny wschód. Skała ta jest pozostałością po dawnym, niewielkim kamieniołomie. Schronisko położone jest na wysokości około 2,5 m nad ziemią. Jest to nyża o wysokości 0,6 m, długości około 1,6 m i szerokości do 2 m. Na jej dnie znajduje się gleba i resztki roślinne. Jest sucha i w całości widna. Nie zaobserwowano roślin, ani zwierząt. 
Schronisko wytworzyło się w piaskowcu ciężkowickim i jest pochodzenia osuwiskowego. Zostało po raz pierwszy opisane w lipcu 2005 r. przez W.J. Gubałę. On też sporządził jego plan.